# リバース・バック・レイズ
リバース・バック・レイズ（reverse back raise）は、ウエイトトレーニングの種目の一つ。高血圧で頭を上げ下げするのに不快感を覚える人には、リバース・バック・レイズが勧められる。脊柱起立筋を主に鍛える種目で、大臀筋・ハムストリングスにも負荷がかかる。
反動を使わず、ゆっくりとした動作を心がける。大臀筋とハムストリングスへの負荷を減らし脊柱起立筋に効かせるために、臀部と脚を一体化させて骨盤帯を回旋させる意識で行う。
膝を曲げる角度を大きくすると軽い負荷で行える。

## 具体的動作

### リバース・バック・レイズ
1. ローマン・ベンチに、ウエストの部分がシートの上にくるようにうつ伏せになり、両腕はパッド部分に回して上体を固定する。股関節を屈曲させて脚を下にさげ、膝を軽く曲げる。
2. 息を吸って止め、尻と脚を一体にするイメージで脚を水平よりも少し上になるくらいまで上げる。
3. 動作の最後の部分で息を吐き、ゆっくりと元の姿勢に戻る。
4. 2~3を繰り返す。